# El Bajo (Buenos Aires)

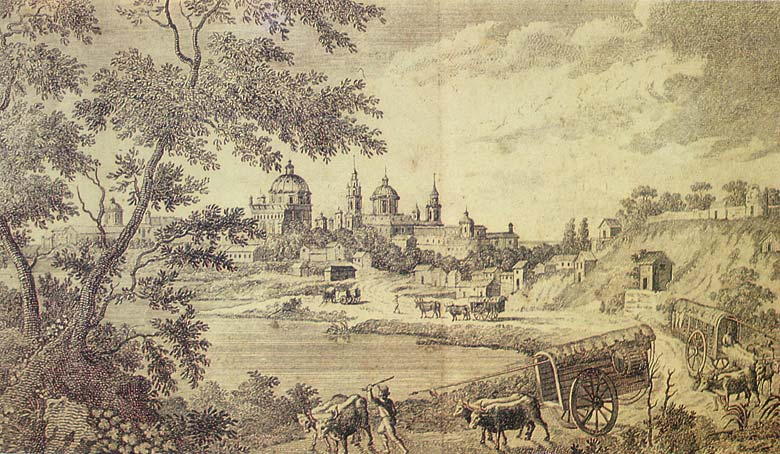
Hasta el, la barranca del bajo era la caída hacia la costa del río.

El Bajo es una zona de la ciudad de Buenos Aires (Argentina) identificada popularmente con este nombre, ya que se encuentra en una zona donde las barrancas de Buenos Aires antiguamente caían al Río de la Plata, antes de la construcción de Puerto Madero, que ganó terrenos al río.
Esta parte actualmente es atravesada por el Paseo del Bajo  y comprende la zona de las avenidas Leandro N. Alem, Paseo Colón, Ingeniero Huergo, Eduardo Madero y Del Libertador (sólo en el barrio de Retiro, hasta Recoleta). Desde 2013, muchas de las angostas calles del bajo porteño son peatonales.